# Kurt A. Körber
Kurt Adolf Körber (* 7. September 1909 in Berlin; † 10. August 1992 in Hamburg) war ein deutscher Unternehmer im Bereich des Maschinen- und Anlagenbaus. 1946 gründete er die Hauni Maschinenfabrik in Hamburg-Bergedorf (jetzt: Körber Technologies GmbH), die vor allem mit der Herstellung von Maschinen für die Fabrikation von Filterzigaretten bekannt geworden ist. Das Unternehmen ist heute Teil der Körber AG, eines international agierenden Maschinenbaukonzerns. Körber gilt als eine der großen Unternehmerpersönlichkeiten der Nachkriegszeit in der Bundesrepublik und übertrug mit der Körber-Stiftung seinen unternehmerischen Gestaltungswillen auf die Gesellschaft.
Wegen seiner Tätigkeit in der Kriegswirtschaft im Dritten Reich zuletzt als Technischer Direktor der Universelle-Werke J. C. Müller & Co., eines der wichtigsten Rüstungsbetriebe in Dresden, und seiner Mitgliedschaft in der NSDAP zählt Körber heute für Historiker zum Personenkreis der NS-Belasteten.

## Leben

### Junge Jahre
Kurt A. Körber wurde am 7. September 1909 als zweiter Sohn von Paul Körber, eines Technikers bei Siemens-Schuckert und späteren Werksleiters bei DKW:78, und Lina Auguste Rosa in Berlin geboren. Seine Mutter stand der USPD und den politischen Idealen Rosa Luxemburgs nahe, was vermutlich die Keimzelle für sein späteres soziales Engagement bildete, auch wenn er selbst kein Sozialist wurde. Sein Vater unterstützte sein technische Interesse, etwa indem er ihm zuhause eine Werkstatt einrichtete.:79

### Ausbildung
Bis 1923 besuchte Körber die Elementarschule in Berlin und, nach dem Umzug der Familie nach Chemnitz, die dortige Real- und Höhere Handelsschule. Er interessierte sich schon früh für Rundfunktechnik und entwickelte im Alter von 15 Jahren eine Sender-Ablese-Skala für Radios, die 1924 gleichzeitig seine erste Patentanmeldung wurde. Im Laufe seines Lebens hat Körber rund 200 weitere Patente angemeldet. Nach der Schule begann er 1924 eine technische Lehre bei den Chemnitzer Moll-Werken, wobei er nach kurzer Zeit auf eine Lehrstelle als Elektriker bei der Allgemeinen Maschinenbau-Gesellschaft AG wechselte. 1927 schloss er seine Ausbildung mit der Prüfung an der Städtischen Berufsschule in Chemnitz erfolgreich ab und arbeitete im Konstruktionsbüro weiter.:15 Im Herbst 1928 begann er am Technikum Mittweida Elektrotechnik zu studieren. Als Student trat der in die Mittweidaer Burschenschaft »Cheruskia« ein. Begleitend zu seinem Studium absolvierte er Praktika im Betrieb, in dem sein Vater arbeitete.:79f

### Berufliche Erfolge
Das Studium brach er Ende 1929 trotz guter Noten zugunsten einer Anstellung bei Siemens & Halske in Berlin ab – wohl aus Sorge um die Effekte der Weltwirtschaftskrise auf Berufsanfänger – wo er bis zum 31. März 1935 blieb.:80f Er wechselte zu den Universelle-Werken J. C. Müller & Co. in Dresden, einem Hersteller von Maschinen für die Zigarettenproduktion. Seine Leistungen wurden geschätzt, ab 1937 erhielt er Prokura und arbeitete dem Direktor Max Hohn zu.:87 Die Universelle begann als kriegswichtiger Maschinenbaubetrieb ab 1936 auch mit der Produktion von Rüstungsgütern (Flugzeug- und Torpedoteile),:85 unter Einsatz von bis zu 3000 Fremd- und Zwangsarbeitern.:92 Am 30. Mai 1940 beantragte Körber die Aufnahme in die NSDAP und wurde zum 1. Juli desselben Jahres aufgenommen (Mitgliedsnummer 8.774.440).:91 In der Florastraße in Dresden errichtete die Universelle unter aktiver Beteiligung Körbers das Werk III als Außenlager des KZ Flossenbürg, in dem etwa 800 weibliche KZ-Häftlinge eingesetzt wurden.:96 Bis zum Februar 1944 stieg er bei Universelle die Karriereleiter bis zum Technischen Direktor auf.:97 1945 blieb er unter der sowjetischen Besatzungsmacht im Amt und trieb den zivilen Wiederaufbau des Unternehmens voran. Hinsichtlich seiner Rolle in der Zeit von 1933 bis 1945 betonen Historiker seine Affinität gegenüber dem expansiven Charakter des nationalsozialistischen Staates und die tiefe Verstrickung Körbers in die NS-Kriegswirtschaft.:100

### Expansion
Nach dem Krieg startete Körber im Juli 1946 in Hamburg mit der Reparatur von Zigarettenmaschinen und der Herstellung von Handtabakschneidern. In Hamburg-Bergedorf baute er die Firma Hauni Maschinenfabrik Körber & Co. KG (Hanseatische Universelle) auf. Im Jahre 1970 wurde das Unternehmen E.C.H. Will in Hamburg, ein renommierter Hersteller von Papierverarbeitungsmaschinen, übernommen und damit der Grundstein für die Diversifikation in den Bereich Papier und Tissue gelegt. 1978 erfolgte die Übernahme des Schleifmaschinenherstellers Blohm in Hamburg und damit begann der Einstieg in den Werkzeugmaschinen-Bereich.
Am 1. Juni 1956 gründete Körber in Hamburg-Bergedorf auf dem Gelände der Hauni das Tabak Technikum Hamburg. Dort begannen im März 1957 Fortbildungslehrgänge für Mitarbeiter der tabakverarbeitenden Industrie. Ein Jahr später nahmen die ersten Ingenieursstudenten ihr Studium in der Fachrichtung Verfahrenstechnik/Tabaktechnologie auf. Im Hinblick auf die internationale Ausrichtung der Tabakindustrie wurde Englisch als Pflichtfach eingeführt, außerdem Französisch und Spanisch als Wahlfächer angeboten.
Im Jahr 1987 wurden alle Unternehmen Körbers zusammengefasst und die Hauni-Werke in die Körber AG umgewandelt. Bis 1992 entwickelte Körber sein Unternehmen zu einem international tätigen Konzern mit knapp 6.800 Beschäftigten und einem Umsatz von 1,5 Milliarden D-Mark. Heute ist die Körber AG die Holdinggesellschaft eines Technologiekonzerns mit weltweit rund 12.000 Mitarbeitern. Der Konzern vereint technologisch führende Unternehmen mit über 100 Produktions-, Service- und Vertriebsgesellschaften. Der Körber-Konzern erzielte im Geschäftsjahr 2017 einen Umsatz von 2,6 Mrd. Euro.

### Wohltätiges Tun
Bereits 1957 gründete Körber seine erste mäzenatische Stiftung in Hamburg zur Förderung des Wiederaufbaus des Thalia Theaters. Er unterstützte auch in den Folgejahren immer wieder Stiftungen im Bereich der Kultur und zur Förderung des technischen Nachwuchses. Die gemeinnützige Körber-Stiftung hat der Unternehmer 1959 ins Leben gerufen und schon 1969 verfügt, dass sie nach seinem Tod die Alleinaktionärin der Körber AG werde. Sie ist tätig in den Bereichen: „Alter und Demografie“, „Demokratie, Engagement und Zusammenhalt“, „Bildung“, „Wissenschaft“, „Geschichte und Politik“, „Internationale Politik“ und „Kultur“.:59
Mit einer großzügigen Spende sorgte Körber Anfang der 1970er Jahre für den Bau der Fachhochschule für Produktions- und Verfahrenstechnik in Bergedorf an der Lohbrügger Kirchstraße (heute: Hochschule für Angewandte Wissenschaften Hamburg). Da die Stadt Hamburg ebenso einen nicht unerheblichen finanziellen Teil beitragen musste (sonst wäre die Spende von Körber verfallen), gab es größere Verstimmungen, die darin mündeten, dass Körber von der Stadt Hamburg zur Einweihung 1972 nicht eingeladen wurde. Darüber hinaus ermöglichte er in Hamburg die Renovierung des alten Blumengroßmarktes und der Deichtorhallen zu einem Ausstellungsbau.
1961 gründete er den Bergedorfer Gesprächskreis zur Diskussion gesellschaftlicher Fragen.

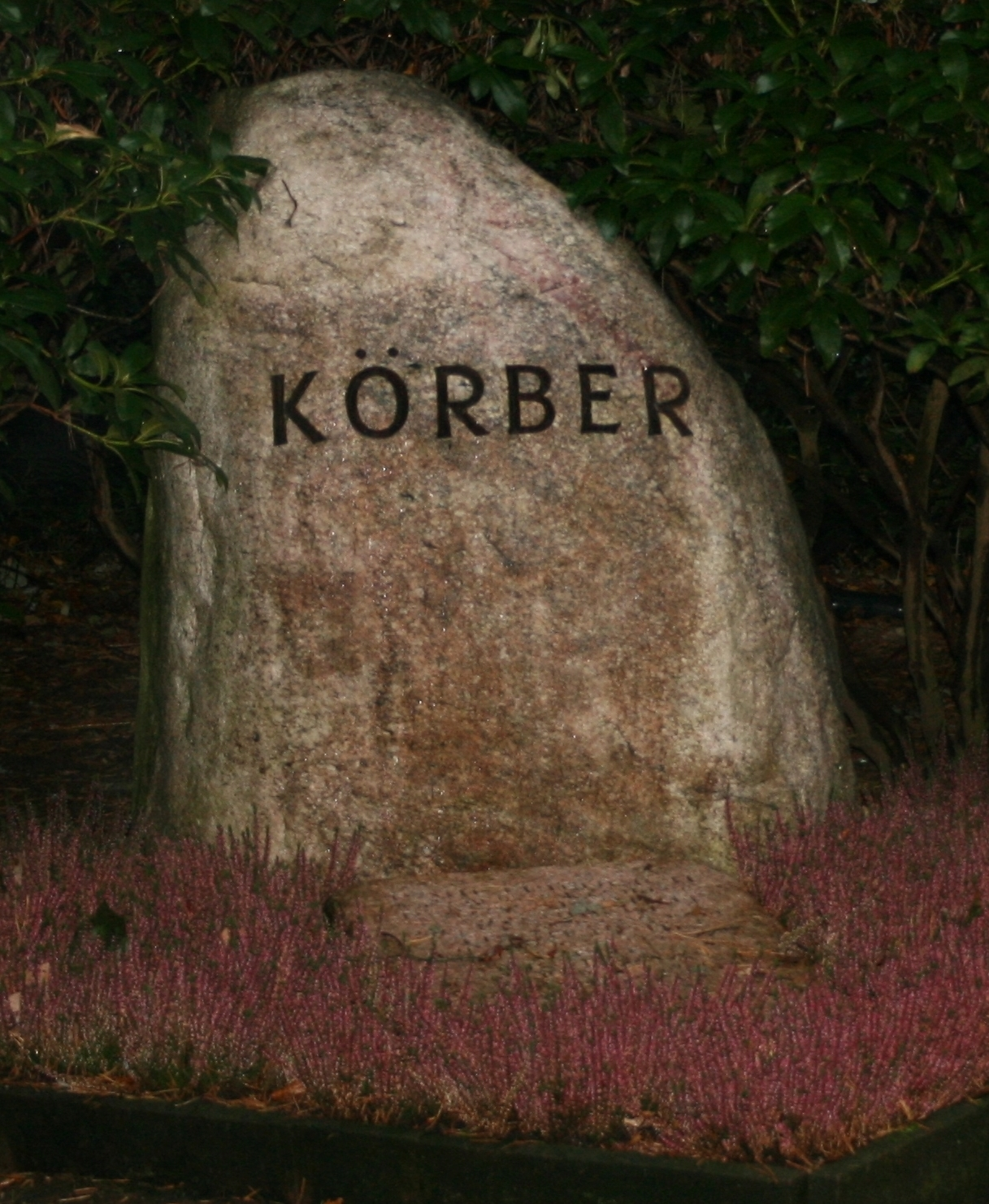
Grab von Kurt A. Körber auf dem Friedhof Bergedorf

### Familiäres
Am 3. Juni 1933 heiratete er die sechs Jahre ältere Anna-Katharina Hiller, die er mit 16 Jahren kennengelernt hatte, als er ihrem Vater einen selbstgebauten Radioempfänger verkaufte.:11 Ihre Ehe blieb kinderlos und hielt ein Leben lang trotz der Bedenken beider Schwiegerelternpaare bis zum Tod von Anna-Katharina Körber am 17. November 1991. Er überlebte sie ein knappes Jahr; Körber starb am 10. August 1992 nach Komplikationen einer Bypass-Operation.:13 Seine Grabstätte befindet sich auf dem Friedhof Bergedorf.

## Körber-Stiftung und Körber-Preis
1957 gründete Körber die Stiftung zum Wiederaufbau des Hamburger Thalia Theaters, 1959 dann die Kurt-A.-Körber-Stiftung, mit dem Ziel, eine Technische Akademie zur Ausbildung von Führungskräften für die industrielle Praxis aufzubauen. 1969 entstand die Hauni Stiftung. Diese beiden Stiftungen wurden 1981 zur Körber-Stiftung zusammengeführt, die heute auch Alleineigentümerin der Körber AG ist. Zwischen 1959 und 1992 stellte Körber für die Förderung von Kultur und Wissenschaft über 200 Millionen Mark zur Verfügung.
Jährlich vergibt die Körber-Stiftung mit dem Körber-Preis für die Europäische Wissenschaft einen der höchstdotierten Forschungspreise der Welt. Die von Kurt A. Körber zusammen mit Reimar Lüst 1984 ins Leben gerufene Auszeichnung wird an herausragende in Europa tätige Wissenschaftler verliehen.

## Ehrungen
1960 verlieh ihm die Universität Erlangen und 1989 die Technische Universität Dresden ihre Ehrendoktorwürde.
1965 folgte die Diesel-Medaille in Gold des Deutschen Erfinderverbandes.
1969 zeichnete ihn die Freie und Hansestadt Hamburg mit der Medaille für Kunst und Wissenschaft aus.
Bundespräsident Karl Carstens verlieh Kurt A. Körber 1983 die Medaille für Verdienste um das Stiftungswesen des Bundesverbandes deutscher Stiftungen.
1991 wurde er Hamburger Ehrenbürger, nachdem der Senat der Stadt ihn bereits 1980 mit der Bürgermeister-Stolten-Medaille ausgezeichnet hatte. Außerdem wurde er 1987 als Ehren-Schleusenwärter ausgezeichnet.
2007 wurde das Gymnasium Billstedt in Hamburg in Kurt-Körber-Gymnasium umbenannt. Im Hamburger Stadtteil Bergedorf ist die Kurt-A.-Körber-Chaussee nach ihm benannt.

## Film
- 1974: Kurt A. Körber. In der Reihe Mäzene. Produktion: Saarländischer Rundfunk, 15 Minuten, Buch und Regie: Klaus Peter Dencker